# Saint-Romain (Côte-d'Or)
Saint-Romain é uma comuna francesa na região administrativa da Borgonha-Franco-Condado, no departamento de Côte-d'Or. Estende-se por uma área de 19,65 km². Em 2010 a comuna tinha 228 habitantes (densidade: 11,6 hab./km²).